# Пам'ятник Нізамі Гянджеві (Москва)
Пам'ятник Нізамі Гянджеві — пам'ятник видатному поету, класику перської поезії Нізамі Гянджеві, розташований в столиці Росії, в Москві, в сквері Мусліма Магомаєва біля будівлі посольства Азербайджану (будинок № 16), на перетині Леонтіївського та Єлисеєвского провулків.
Пам'ятник був встановлений в 1991 році і є даром Азербайджану місту Москві. Скульпторами пам'ятника є Т. Зейналов і Е. Зейналов, архітектори - Р. Аскеров і П. Алієв.
Нізамі зображений в традиційному східному вбранні, сидить з книгами в руках. На постаменті написано російською «Низами Гянджеви».